# 齋藤周
齋藤 周（さいとう あまね、2000年 - ）は、日本の実業家。福岡ソフトバンクホークスのデータ分析担当、株式会社アマテクノ代表取締役。東京都出身。

## 経歴
東京都立桜修館中等教育学校を経て、東京大学理科二類に入学。2022年に東京大学農学部を卒業。大学時代には運動会硬式野球部に所属し、学生コーチ兼データアナリストとして活動。
大学在学中の2022年1月、福岡ソフトバンクホークスのGM付データ分析担当に就任。